# Convocazioni per il campionato mondiale di hockey su ghiaccio maschile 2015
Ciascuna squadra partecipante al Campionato mondiale di hockey su ghiaccio maschile 2015 consisteva in almeno 15 giocatori (attaccanti e difensori) e 2 portieri, mentre al massimo si poteva disporre di 22 giocatori e 3 portieri.

## Gruppo A

### Austria
Allenatore:  Daniel Ratushny
Lista dei convocati aggiornata al 4 maggio 2015.
| N. | Pos. | Nome                  | Anno | Alt. | Peso | Tiro | Squadra             |
| -- | ---- | --------------------- | ---- | ---- | ---- | ---- | ------------------- |
| 4  | D    | Daniel Mitterdorfer   | 1989 | 183  | 82   | L    | Black Wings Linz    |
| 5  | A    | Thomas Raffl - C      | 1986 | 194  | 97   | L    | Red Bull Salisburgo |
| 6  | A    | Rafael Rotter         | 1987 | 175  | 79   | R    | Vienna Capitals     |
| 7  | A    | Brian Lebler - A      | 1988 | 191  | 103  | L    | Black Wings Linz    |
| 12 | A    | Michael Raffl         | 1988 | 185  | 87   | L    | Philadelphia Flyers |
| 14 | D    | Patrick Peter         | 1994 | 183  | 90   | R    | Vienna Capitals     |
| 15 | A    | Manuel Latusa - A     | 1984 | 182  | 88   | L    | Red Bull Salisburgo |
| 17 | A    | Manuel Ganahl         | 1990 | 182  | 84   | L    | Graz 99ers          |
| 21 | A    | Manuel Geier          | 1988 | 179  | 83   | L    | KAC                 |
| 22 | A    | Nikolas Petrik        | 1984 | 178  | 88   | L    | Dornbirn            |
| 27 | A    | Thomas Hundertpfund   | 1989 | 190  | 95   | L    | KAC                 |
| 28 | D    | Martin Schumnig       | 1989 | 182  | 86   | R    | KAC                 |
| 29 | P    | Bernhard Starkbaum    | 1986 | 186  | 89   | L    | Brynäs              |
| 30 | P    | René Swette           | 1988 | 183  | 82   | L    | KAC                 |
| 31 | P    | David Madlener        | 1992 | 189  | 83   | L    | Dornbirn            |
| 41 | D    | Mario Altmann         | 1986 | 193  | 97   | L    | Villacher SV        |
| 48 | D    | Florian Iberer        | 1982 | 185  | 95   | L    | Vienna Capitals     |
| 50 | A    | Mario Fischer         | 1989 | 187  | 90   | L    | Vienna Capitals     |
| 67 | A    | Konstantin Komarek    | 1992 | 182  | 85   | L    | Red Bull Salisburgo |
| 71 | A    | Daniel Woger          | 1988 | 182  | 87   | R    | Graz 99ers          |
| 77 | D    | Florian Muhlstein     | 1990 | 185  | 82   | L    | Red Bull Salisburgo |
| 89 | A    | Raphael Herburger     | 1989 | 178  | 72   | L    | Bienne              |
| 90 | D    | Alexander Pallestrang | 1990 | 184  | 86   | L    | Red Bull Salisburgo |
| 91 | D    | Dominique Heinrich    | 1990 | 175  | 76   | L    | Red Bull Salisburgo |
| 94 | P    | Alexander Cijan       | 1994 | 180  | 84   | L    | Red Bull Salisburgo |

LEGENDA:

P = Portiere, D = Difensore, A = Attaccante, L = sinistra, R = destra

### Canada
Allenatore:  Todd McLellan
Lista dei convocati aggiornata al 30 aprile 2015.
| N. | Pos. | Nome              | Anno | Alt. | Peso | Tiro | Squadra               |
| -- | ---- | ----------------- | ---- | ---- | ---- | ---- | --------------------- |
| 2  | D    | Dan Hamhuis - A   | 1982 | 185  | 95   | L    | Vancouver Canucks     |
| 4  | A    | Taylor Hall       | 1991 | 185  | 90   | L    | Edmonton Oilers       |
| 5  | D    | Aaron Ekblad      | 1996 | 193  | 98   | R    | Florida Panthers      |
| 6  | D    | Jake Muzzin       | 1989 | 191  | 97   | L    | Los Angeles Kings     |
| 7  | A    | Sean Couturier    | 1992 | 186  | 89   | L    | Philadelphia Flyers   |
| 9  | A    | Matt Duchene      | 1991 | 185  | 90   | L    | Colorado Avalanche    |
| 10 | A    | Brayden Schenn    | 1991 | 185  | 85   | R    | Philadelphia Flyers   |
| 14 | A    | Jordan Eberle     | 1990 | 182  | 85   | R    | Edmonton Oilers       |
| 20 | A    | Cody Eakin        | 1989 | 183  | 87   | L    | Dallas Stars          |
| 22 | D    | Tyson Barrie      | 1991 | 178  | 86   | R    | Colorado Avalanche    |
| 28 | A    | Claude Giroux     | 1988 | 180  | 83   | R    | Philadelphia Flyers   |
| 29 | A    | Nathan MacKinnon  | 1995 | 182  | 85   | L    | Colorado Avalanche    |
| 31 | P    | Martin Jones      | 1990 | 193  | 85   | R    | Los Angeles Kings     |
| 41 | A    | Mike Smith        | 1982 | 193  | 98   | L    | Arizona Coyotes       |
| 46 | D    | Patrick Wiercioch | 1990 | 198  | 86   | L    | Ottawa Senators       |
| 58 | D    | David Savard      | 1990 | 188  | 100  | R    | Columbus Blue Jackets |
| 63 | A    | Tyler Ennis       | 1989 | 175  | 77   | L    | Buffalo Sabres        |
| 73 | A    | Tyler Toffoli     | 1992 | 186  | 89   | R    | Los Angeles Kings     |
| 79 | A    | Ryan O'Reilly     | 1991 | 183  | 96   | L    | Colorado Avalanche    |
| 87 | A    | Sidney Crosby - C | 1987 | 180  | 90   | L    | Pittsburgh Penguins   |
| 88 | D    | Brent Burns       | 1985 | 195  | 105  | R    | San Jose Sharks       |
| 90 | A    | Jason Spezza - A  | 1992 | 191  | 100  | R    | Dallas Stars          |
| 91 | A    | Tyler Seguin      | 1991 | 185  | 91   | R    | Dallas Stars          |

LEGENDA:

P = Portiere, D = Difensore, A = Attaccante, L = sinistra, R = destra

### Francia
Allenatore:  David Henderson
Lista dei convocati aggiornata al 6 maggio 2015.
| N. | Pos. | Nome                    | Anno | Alt. | Peso | Tiro | Squadra           |
| -- | ---- | ----------------------- | ---- | ---- | ---- | ---- | ----------------- |
| 4  | D    | Antonin Manavian        | 1987 | 191  | 102  | R    | Dragons de Rouen  |
| 7  | A    | Yorick Treille - A      | 1980 | 190  | 97   | R    | Brûleurs de Loups |
| 9  | A    | Damien Fleury           | 1986 | 180  | 84   | R    | Djurgården        |
| 10 | A    | Laurent Meunier - C     | 1979 | 181  | 84   | R    | Straubing Tigers  |
| 12 | A    | Valentin Claireaux      | 1991 | 180  | 90   | R    | LeKi              |
| 14 | D    | Stéphane Da Costa       | 1989 | 181  | 81   | L    | CSKA Mosca        |
| 18 | D    | Yohann Auvitu           | 1989 | 183  | 87   | L    | HIFK              |
| 21 | A    | Antoine Roussel         | 1989 | 183  | 90   | L    | Dallas Stars      |
| 24 | A    | Julien Desrosiers       | 1980 | 178  | 83   | L    | Dragons de Rouen  |
| 26 | D    | Benjamin Dieude-Fauvel  | 1986 | 188  | 96   | L    | Iowa Wild         |
| 27 | A    | Loïc Lampérier          | 1989 | 187  | 90   | L    | Dragons de Rouen  |
| 28 | A    | Damien Raux             | 1984 | 178  | 82   | L    | Diables Rouges    |
| 33 | P    | Ronan Quemener          | 1988 | 186  | 86   | L    | Mikkelin Jukurit  |
| 39 | P    | Cristobal Huet          | 1975 | 183  | 93   | L    | Losanna           |
| 47 | D    | Teddy Trabichet         | 1987 | 179  | 90   | L    | Rapaces de Gap    |
| 49 | P    | Florian Hardy           | 1985 | 183  | 83   | L    | Red Bull München  |
| 55 | D    | Jonathan Janil          | 1987 | 189  | 93   | R    | Dragons de Rouen  |
| 62 | D    | Florian Chakiachvili    | 1992 | 186  | 87   | L    | Diables Rouges    |
| 71 | A    | Anthony Guttig          | 1988 | 186  | 87   | L    | Mikkelin Jukurit  |
| 74 | D    | Nicolas Besch           | 1984 | 179  | 87   | L    | GKS Tychy         |
| 77 | A    | Sacha Treille           | 1987 | 194  | 95   | L    | Straubing Tigers  |
| 80 | A    | Teddy Da Costa          | 1986 | 180  | 85   | R    | Pelicans          |
| 81 | A    | Anthony Rech            | 1992 | 180  | 87   | L    | Ducs de Dijon     |
| 82 | A    | Charles Bertrand        | 1991 | 185  | 92   | R    | Vaasan Sport      |
| 84 | D    | Kévin Hecquefeuille - A | 1984 | 181  | 84   | R    | Langnau Tigers    |

LEGENDA:

P = Portiere, D = Difensore, A = Attaccante, L = sinistra, R = destra

### Germania
Allenatore:  Pat Cortina
Lista dei convocati aggiornata all'8 maggio 2015.
| N. | Pos. | Nome                 | Anno | Alt. | Peso | Tiro | Squadra             |
| -- | ---- | -------------------- | ---- | ---- | ---- | ---- | ------------------- |
| 3  | D    | Justin Krueger       | 1986 | 190  | 98   | R    | Berna               |
| 9  | A    | Tobias Rieder        | 1993 | 180  | 82   | R    | Arizona Coyotes     |
| 13 | D    | Stephan Daschner     | 1988 | 180  | 80   | R    | Düsseldorfer EG     |
| 15 | D    | Jens Baxmann         | 1985 | 181  | 86   | L    | Eisbären Berlino    |
| 16 | A    | Michael Wolf - C     | 1981 | 178  | 85   | R    | Red Bull München    |
| 17 | A    | Marcus Kink - A      | 1985 | 186  | 97   | L    | Adler Mannheim      |
| 18 | A    | Kai Hospelt          | 1985 | 185  | 86   | L    | Adler Mannheim      |
| 19 | A    | Thomas Oppenheimer   | 1988 | 186  | 87   | R    | Hamburg Freezers    |
| 21 | A    | Nico Krämmer         | 1992 | 186  | 94   | L    | Hamburg Freezers    |
| 22 | A    | Matthias Plachta     | 1991 | 184  | 99   | L    | Adler Mannheim      |
| 33 | P    | Danny aus den Birken | 1985 | 186  | 89   | L    | Kölner Haie         |
| 34 | D    | Benedikt Kohl        | 1988 | 180  | 84   | R    | ERC Ingolstadt      |
| 36 | A    | Yannic Seidenberg    | 1984 | 172  | 82   | L    | Red Bull München    |
| 37 | A    | Patrick Reimer - A   | 1982 | 179  | 86   | R    | Nürnberg Ice Tigers |
| 40 | D    | Björn Krupp          | 1991 | 191  | 92   | L    | Grizzlys Wolfsburg  |
| 42 | A    | Yasin Ehliz          | 1992 | 177  | 84   | L    | Nürnberg Ice Tigers |
| 44 | P    | Dennis Endras        | 1985 | 182  | 80   | L    | Adler Mannheim      |
| 47 | A    | Christoph Ullmann    | 1983 | 182  | 90   | L    | Adler Mannheim      |
| 50 | A    | Patrick Hager        | 1988 | 178  | 80   | L    | ERC Ingolstadt      |
| 51 | P    | Timo Pielmeier       | 1989 | 183  | 82   | L    | ERC Ingolstadt      |
| 55 | D    | Patrick Köppchen     | 1980 | 180  | 88   | L    | ERC Ingolstadt      |
| 77 | D    | Nikolai Goc          | 1986 | 182  | 95   | L    | Adler Mannheim      |
| 86 | A    | Daniel Pietta        | 1986 | 184  | 94   | L    | Krefeld Pinguine    |
| 91 | D    | Moritz Müller        | 1986 | 187  | 91   | L    | Kölner Haie         |
| 93 | A    | Brent Raedeke        | 1990 | 183  | 86   | L    | Iserlohn Roosters   |

LEGENDA:

P = Portiere, D = Difensore, A = Attaccante, L = sinistra, R = destra

### Lettonia
Allenatore:  Aleksandrs Beļavskis
Lista dei convocati aggiornata al 4 maggio 2015.
| N. | Pos. | Nome                  | Anno | Alt. | Peso | Tiro | Squadra             |
| -- | ---- | --------------------- | ---- | ---- | ---- | ---- | ------------------- |
| 1  | P    | Jānis Kalniņš         | 1991 | 182  | 87   | R    | Dunaújvárosi        |
| 3  | D    | Maksims Širokovs      | 1982 | 181  | 87   | R    | Valais-Chablais     |
| 4  | D    | Jānis Andersons       | 1986 | 187  | 88   | L    | Dukla Trenčín       |
| 5  | A    | Jānis Sprukts - A     | 1982 | 190  | 102  | L    | Friburgo-Gottéron   |
| 9  | D    | Krišjānis Rēdlihs     | 1981 | 189  | 93   | L    | Dinamo Riga         |
| 10 | A    | Lauris Dārziņš - A    | 1985 | 191  | 91   | R    | Dinamo Riga         |
| 11 | D    | Kristaps Sotnieks     | 1987 | 183  | 87   | L    | Dinamo Riga         |
| 13 | P    | Guntis Galviņš        | 1986 | 186  | 87   | L    | Bolzano             |
| 16 | A    | Kaspars Daugaviņš - C | 1988 | 183  | 83   | L    | Dinamo Mosca        |
| 17 | A    | Kaspars Saulietis     | 1987 | 185  | 88   | R    | Dinamo Riga         |
| 18 | A    | Rodrigo Ābols         | 1996 | 191  | 81   | L    | HK Rīga             |
| 21 | A    | Armands Bērziņš       | 1983 | 192  | 100  | L    | Val Pusteria        |
| 22 | D    | Māris Jass            | 1985 | 188  | 90   | L    | Orli Znojmo         |
| 23 | D    | Aleksandrs Jerofejevs | 1984 | 190  | 86   | L    | Dinamo Riga         |
| 24 | A    | Miķelis Rēdlihs       | 1984 | 181  | 81   | L    | Dinamo Riga         |
| 25 | A    | Andris Džeriņš        | 1988 | 185  | 85   | L    | Dinamo Riga         |
| 31 | P    | Edgars Masaļskis      | 1980 | 175  | 78   | L    | Ambrì-Piotta        |
| 33 | P    | Ervīns Muštukovs      | 1984 | 184  | 85   | L    | Aalborg             |
| 44 | D    | Oskars Cibuļskis      | 1988 | 188  | 86   | L    | Dinamo Riga         |
| 47 | A    | Mārtiņš Cipulis       | 1980 | 181  | 82   | L    | Dinamo Riga         |
| 59 | A    | Lauris Bajaruns       | 1989 | 196  | 94   | R    | Nordsjælland Cobras |
| 70 | A    | Miks Indrašis         | 1990 | 192  | 85   | R    | Dinamo Riga         |
| 71 | A    | Roberts Bukarts       | 1990 | 184  | 84   | R    | Dinamo Riga         |
| 73 | A    | Gunārs Skvorcovs      | 1990 | 186  | 86   | L    | Dinamo Riga         |
| 90 | A    | Koba Jass             | 1990 | 183  | 87   | L    | Bílí Tygři Liberec  |

LEGENDA:

P = Portiere, D = Difensore, A = Attaccante, L = sinistra, R = destra

### Rep. Ceca
Allenatore:  Vladimír Růžička
Lista dei convocati aggiornata al 16 maggio 2015.
| N. | Pos. | Nome              | Anno | Alt. | Peso | Tiro | Squadra             |
| -- | ---- | ----------------- | ---- | ---- | ---- | ---- | ------------------- |
| 1  | P    | Jakub Kovář       | 1988 | 184  | 91   | L    | Avtomobilist        |
| 8  | D    | Jan Hejda - A     | 1982 | 190  | 95   | L    | Colorado Avalanche  |
| 10 | A    | Roman Červenka    | 1985 | 182  | 89   | L    | SKA Pietroburgo     |
| 12 | A    | Jiří Novotný      | 1983 | 189  | 97   | R    | Lok. Jaroslavl’     |
| 14 | A    | Tomáš Plekanec    | 1982 | 179  | 79   | L    | Montreal Canadiens  |
| 17 | A    | Vladimír Sobotka  | 1987 | 178  | 83   | L    | Avangard Omsk       |
| 20 | A    | Jakub Klepiš      | 1984 | 186  | 91   | R    | Oceláři Trinec      |
| 23 | D    | Ondřej Němec      | 1984 | 182  | 92   | R    | CSKA Mosca          |
| 24 | A    | Martin Zaťovič    | 1985 | 180  | 91   | L    | Lada Togliatti      |
| 29 | D    | Jan Kolář         | 1986 | 190  | 92   | L    | Admiral             |
| 30 | D    | Jakub Krejčík     | 1991 | 187  | 87   | L    | Örebro              |
| 31 | P    | Ondřej Pavelec    | 1987 | 189  | 98   | L    | Winnipeg Jets       |
| 36 | D    | Petr Čáslava      | 1979 | 193  | 100  | L    | Pardubice           |
| 42 | A    | Petr Koukal       | 1982 | 177  | 87   | L    | Jokerit             |
| 43 | A    | Jan Kovář         | 1990 | 180  | 94   | R    | Magnitogorsk        |
| 47 | D    | Michal Jordán     | 1990 | 185  | 90   | L    | Carolina Hurricanes |
| 48 | A    | Tomáš Hertl       | 1993 | 188  | 89   | L    | San Jose Sharks     |
| 53 | P    | Alexander Salák   | 1987 | 190  | 89   | L    | Sibir’ Novosibirsk  |
| 68 | A    | Jaromír Jágr - A  | 1972 | 198  | 102  | L    | Florida Panthers    |
| 70 | A    | Radek Smoleňák    | 1986 | 190  | 97   | L    | MODO                |
| 82 | A    | Michal Vondrka    | 1982 | 185  | 90   | L    | Sparta Praga        |
| 87 | D    | Jakub Nakládal    | 1987 | 187  | 90   | R    | TPS                 |
| 91 | A    | Martin Erat       | 1981 | 182  | 91   | L    | Arizona Coyotes     |
| 93 | A    | Jakub Voráček - C | 1989 | 189  | 93   | L    | Philadelphia Flyers |
| 94 | A    | Dominik Simon     | 1994 | 180  | 80   | L    | Plzeň 1929          |

LEGENDA:

P = Portiere, D = Difensore, A = Attaccante, L = sinistra, R = destra

### Svezia
Allenatore:  Pär Mårts
Lista dei convocati aggiornata all'11 maggio 2015.
| N. | Pos. | Nome                 | Anno | Alt. | Peso | Tiro | Squadra                |
| -- | ---- | -------------------- | ---- | ---- | ---- | ---- | ---------------------- |
| 1  | P    | Jhonas Enroth        | 1988 | 180  | 75   | L    | Dallas Stars           |
| 3  | D    | John Klingberg       | 1981 | 188  | 82   | R    | Dallas Stars           |
| 4  | D    | Staffan Kronwall - C | 1982 | 195  | 105  | L    | Lok. Jaroslavl’        |
| 8  | D    | Petter Granberg      | 1992 | 190  | 93   | R    | Toronto Maple Leafs    |
| 9  | A    | Filip Forsberg       | 1994 | 188  | 94   | R    | Nashville Predators    |
| 10 | A    | Joakim Lindström     | 1983 | 183  | 85   | L    | Toronto Maple Leafs    |
| 11 | A    | Simon Hjalmarsson    | 1989 | 184  | 78   | L    | CSKA Mosca             |
| 14 | D    | Mattias Ekholm       | 1990 | 193  | 93   | L    | Nashville Predators    |
| 15 | A    | Mattias Sjögren      | 1987 | 189  | 97   | L    | Linköping              |
| 16 | A    | Jacob Josefson       | 1991 | 185  | 86   | L    | New Jersey Devils      |
| 20 | A    | Joel Lundqvist - A   | 1982 | 184  | 91   | L    | Frölunda               |
| 21 | A    | Loui Eriksson        | 1984 | 188  | 89   | L    | Boston Bruins          |
| 23 | D    | Oliver Ekman-Larsson | 1991 | 188  | 91   | L    | Arizona Coyotes        |
| 27 | A    | Jimmie Ericsson - A  | 1980 | 187  | 94   | L    | SKA Pietroburgo        |
| 28 | A    | Elias Lindholm       | 1994 | 185  | 87   | R    | Carolina Hurricanes    |
| 31 | P    | Anders Nilsson       | 1990 | 195  | 105  | L    | Ak Bars Kazan’         |
| 35 | P    | Markus Svensson      | 1984 | 185  | 89   | L    | Skellefteå AIK         |
| 44 | A    | Nicklas Danielsson   | 1984 | 184  | 83   | R    | Rapperswil-Jona Lakers |
| 45 | A    | Oscar Möller         | 1989 | 178  | 82   | R    | Ak Bars Kazan’         |
| 48 | D    | Daniel Rahimi        | 1987 | 190  | 95   | L    | Linköping              |
| 49 | A    | Victor Rask          | 1993 | 188  | 91   | L    | Carolina Hurricanes    |
| 51 | D    | Jonas Ahnelöv        | 1987 | 190  | 97   | L    | MODO                   |
| 53 | A    | Andreas Thuresson    | 1987 | 185  | 92   | R    | Severstal’             |
| 58 | A    | Anton Lander         | 1991 | 183  | 85   | L    | Edmonton Oilers        |
| 84 | D    | Oscar Klefbom        | 1993 | 191  | 95   | L    | Edmonton Oilers        |

LEGENDA:

P = Portiere, D = Difensore, A = Attaccante, L = sinistra, R = destra

### Svizzera
Allenatore:  Glen Hanlon
Lista dei convocati aggiornata all'11 maggio 2015.
| N. | Pos. | Nome              | Anno | Alt. | Peso | Tiro | Squadra             |
| -- | ---- | ----------------- | ---- | ---- | ---- | ---- | ------------------- |
| 4  | D    | Patrick Geering   | 1990 | 178  | 84   | L    | ZSC Lions           |
| 6  | D    | Timo Helbling     | 1981 | 190  | 100  | R    | Friburgo-Gottéron   |
| 7  | D    | Mark Streit - C   | 1977 | 181  | 93   | L    | Philadelphia Flyers |
| 10 | A    | Andres Ambühl - A | 1983 | 176  | 82   | R    | Davos               |
| 13 | D    | Félicien Du Bois  | 1983 | 187  | 84   | R    | Davos               |
| 19 | A    | Reto Schäppi      | 1991 | 193  | 94   | L    | ZSC Lions           |
| 20 | P    | Reto Berra        | 1987 | 194  | 89   | L    | Colorado Avalanche  |
| 21 | A    | Kevin Fiala       | 1996 | 180  | 85   | L    | Nashville Predators |
| 23 | A    | Simon Bodenmann   | 1988 | 178  | 83   | L    | Kloten Flyers       |
| 26 | A    | Reto Suri         | 1989 | 183  | 84   | L    | Zugo                |
| 34 | D    | Dean Kukan        | 1993 | 187  | 90   | L    | Luleå               |
| 43 | A    | Morris Trachsler  | 1984 | 183  | 90   | L    | ZSC Lions           |
| 48 | A    | Matthias Bieber   | 1986 | 181  | 85   | L    | Kloten Flyers       |
| 55 | D    | Romain Loeffel    | 1991 | 176  | 81   | R    | Ginevra-Servette    |
| 56 | A    | Dino Wieser       | 1989 | 181  | 83   | L    | Davos               |
| 58 | D    | Eric Blum         | 1986 | 178  | 82   | L    | Berna               |
| 63 | P    | Leonardo Genoni   | 1987 | 180  | 80   | L    | Davos               |
| 70 | A    | Denis Hollenstein | 1989 | 183  | 88   | L    | Kloten Flyers       |
| 77 | A    | Robin Grossmann   | 1987 | 180  | 85   | L    | Zugo                |
| 79 | P    | Daniel Manzato    | 1984 | 184  | 82   | L    | Lugano              |
| 88 | A    | Kevin Romy        | 1985 | 182  | 86   | L    | Ginevra-Servette    |
| 89 | A    | Cody Almond       | 1989 | 188  | 90   | L    | Ginevra-Servette    |
| 90 | A    | Roman Josi - A    | 1990 | 186  | 88   | L    | Nashville Predators |
| 95 | A    | Julian Walker     | 1986 | 187  | 94   | R    | Lugano              |
| 96 | A    | Damien Brunner    | 1986 | 180  | 85   | R    | Lugano              |

LEGENDA:

P = Portiere, D = Difensore, A = Attaccante, L = sinistra, R = destra

## Gruppo B

### Bielorussia
Allenatore:  Dave Lewis
Lista dei convocati aggiornata al 5 maggio 2015.
| N. | Pos. | Nome                  | Anno | Alt. | Peso | Tiro | Squadra            |
| -- | ---- | --------------------- | ---- | ---- | ---- | ---- | ------------------ |
| 1  | P    | Vital' Koval'         | 1980 | 188  | 97   | L    | Salavat Julaev     |
| 5  | D    | Mikalaŭ Stasenka      | 1987 | 195  | 95   | L    | Severstal’         |
| 8  | D    | Il'ja Šynkevič        | 1989 | 189  | 86   | L    | Dinamo Minsk       |
| 11 | A    | Aljaksandr Kulakoŭ    | 1983 | 182  | 91   | L    | Dinamo Minsk       |
| 13 | A    | Sjarhej Drozd         | 1990 | 181  | 77   | L    | Dinamo Minsk       |
| 14 | D    | Jaŭhen Lisavec        | 1994 | 183  | 90   | L    | Dinamo Minsk       |
| 15 | A    | Arcëm Dzjamkoŭ        | 1989 | 178  | 78   | R    | Dinamo Minsk       |
| 17 | A    | Aljaksej Kaljužny - C | 1977 | 177  | 86   | L    | Dinamo Minsk       |
| 22 | D    | Aleh Haroška          | 1989 | 178  | 84   | R    | Dinamo Minsk       |
| 23 | A    | Andrėj Stas'          | 1988 | 189  | 88   | R    | CSKA Mosca         |
| 25 | A    | Aleh Javenka          | 1991 | 201  | 104  | R    | Adirondack Flames  |
| 26 | D    | Mikita Uscinenka      | 1995 | 186  | 78   | R    | Homel'             |
| 27 | A    | Aljaksej Jafimenka    | 1985 | 185  | 90   | R    | Sibir’ Novosibirsk |
| 31 | P    | Ihar Brikun           | 1986 | 180  | 80   | L    | Homel'             |
| 35 | P    | Kevin Lalande         | 1987 | 182  | 83   | L    | CSKA Mosca         |
| 46 | A    | Andrėj Kascicyn - A   | 1985 | 183  | 98   | L    | Soči               |
| 57 | D    | Ivan Usenka           | 1983 | 183  | 91   | R    | Šachcёr Salihorsk  |
| 59 | A    | Sjarhej Dzjamahin     | 1986 | 183  | 84   | L    | Torpedo N. Novg.   |
| 61 | A    | Andrėj Scjapanaŭ      | 1986 | 178  | 91   | R    | Dinamo Minsk       |
| 74 | A    | Sjarhej Kascicyn      | 1987 | 183  | 95   | L    | Ak Bars Kazan’     |
| 77 | A    | Aljaksandr Kitaraŭ    | 1987 | 190  | 96   | L    | Dinamo Minsk       |
| 85 | A    | Arcëm Volkaŭ          | 1985 | 183  | 84   | L    | Avangard Omsk      |
| 88 | A    | Jaŭhen Kavyršyn       | 1986 | 178  | 78   | L    | Severstal’         |
| 89 | D    | Dzmitryj Korabaŭ - A  | 1989 | 190  | 108  | L    | Atlant Mytišči     |
| 91 | A    | Artur Haŭrus          | 1994 | 179  | 84   | L    | Dinamo Minsk       |

LEGENDA:

P = Portiere, D = Difensore, A = Attaccante, L = sinistra, R = destra

### Danimarca
Allenatore:  Janne Karlsson
Lista dei convocati aggiornata al 7 maggio 2015.
| N. | Pos. | Nome                | Anno | Alt. | Peso | Tiro | Squadra                   |
| -- | ---- | ------------------- | ---- | ---- | ---- | ---- | ------------------------- |
| 1  | P    | Patrick Galbraith   | 1986 | 183  | 81   | L    | Karlskrona                |
| 4  | D    | Mads Bødker         | 1987 | 175  | 80   | L    | SønderjyskE               |
| 5  | D    | Daniel Nielsen      | 1980 | 183  | 80   | R    | Herning Blue Fox          |
| 8  | D    | Bjørn Uldall        | 1994 | 180  | 76   | L    | Herning Blue Fox          |
| 9  | A    | Frederik Storm      | 1989 | 180  | 86   | L    | Malmö                     |
| 11 | A    | Patrick Bjorkstrand | 1992 | 184  | 87   | L    | Medveščak                 |
| 13 | A    | Morten Green - C    | 1981 | 183  | 88   | L    | SERC Wild Wings           |
| 14 | A    | Kirill Starkov      | 1987 | 184  | 95   | L    | Valais-Chablais           |
| 19 | A    | Kim Staal           | 1978 | 182  | 87   | R    | Tohoku Free Blades        |
| 22 | D    | Markus Lauridsen    | 1991 | 188  | 89   | L    | Lake Erie Monsters        |
| 25 | D    | Oliver Lauridsen    | 1989 | 197  | 104  | L    | Lehigh Valley Phantoms    |
| 27 | A    | Oliver Bjorkstrand  | 1995 | 183  | 79   | R    | Portland Winterhawks      |
| 28 | D    | Emil Kristensen     | 1992 | 184  | 81   | R    | IK Oskarshamn             |
| 29 | A    | Morten Madsen - A   | 1987 | 190  | 87   | L    | Hamburg Freezers          |
| 32 | P    | Sebastian Dahm      | 1987 | 182  | 80   | L    | Rødovre Mighty Bulls      |
| 33 | A    | Julian Jakobsen     | 1987 | 184  | 87   | L    | Hamburg Freezers          |
| 37 | A    | Anders Poulsen      | 1991 | 182  | 86   | L    | IK Oskarshamn             |
| 38 | D    | Morten Poulsen      | 1988 | 184  | 84   | L    | IK Oskarshamn             |
| 40 | A    | Jesper Jensen - A   | 1987 | 183  | 80   | L    | Rögle                     |
| 41 | D    | Jesper Jensen       | 1991 | 185  | 85   | L    | Färjestad                 |
| 43 | A    | Nichlas Hardt       | 1988 | 177  | 80   | L    | Linköping                 |
| 48 | A    | Nicholas Jensen     | 1989 | 189  | 90   | L    | Aalborg                   |
| 50 | A    | Mathias Bau Hansen  | 1993 | 200  | 108  | L    | Frederikshavn White Hawks |
| 53 | A    | Thomas Spelling     | 1993 | 186  | 80   | R    | SønderjyskE               |

LEGENDA:

P = Portiere, D = Difensore, A = Attaccante, L = sinistra, R = destra

### Finlandia
Allenatore:  Kari Jalonen
Lista dei convocati aggiornata al 6 maggio 2015.
| N. | Pos. | Nome               | Anno | Alt. | Peso | Tiro | Squadra             |
| -- | ---- | ------------------ | ---- | ---- | ---- | ---- | ------------------- |
| 2  | D    | Jyrki Jokipakka    | 1991 | 190  | 90   | L    | Dallas Stars        |
| 6  | D    | Tuukka Mäntylä     | 1981 | 173  | 82   | L    | Amur Chabarovsk     |
| 7  | D    | Esa Lindell        | 1994 | 191  | 94   | L    | Porin Ässät         |
| 15 | A    | Tuomo Ruutu - A    | 1983 | 184  | 94   | L    | New Jersey Devils   |
| 16 | A    | Aleksander Barkov  | 1995 | 191  | 96   | L    | Florida Panthers    |
| 18 | A    | Sami Lepistö - A   | 1984 | 185  | 88   | L    | Avtomobilist        |
| 20 | A    | Janne Pesonen      | 1982 | 181  | 83   | L    | Skellefteå AIK      |
| 23 | A    | Ossi Louhivaara    | 1983 | 186  | 89   | R    | Losanna             |
| 24 | A    | Joonas Kemppainen  | 1988 | 188  | 95   | R    | Oulun Kärpät        |
| 25 | A    | Juha-Pekka Hytönen | 1981 | 178  | 84   | L    | Losanna             |
| 26 | A    | Jarkko Immonen     | 1982 | 186  | 96   | R    | Torpedo N. Novg.    |
| 27 | A    | Petri Kontiola     | 1984 | 182  | 92   | R    | Lok. Jaroslavl’     |
| 28 | D    | Anssi Salmela      | 1984 | 185  | 91   | L    | Färjestad           |
| 31 | P    | Juuse Saros        | 1995 | 179  | 82   | L    | HPK                 |
| 33 | P    | Atte Engren        | 1988 | 185  | 84   | L    | Atlant Mytišči      |
| 35 | P    | Pekka Rinne        | 1982 | 196  | 89   | L    | Nashville Predators |
| 36 | A    | Jussi Jokinen - C  | 1983 | 183  | 87   | L    | Florida Panthers    |
| 38 | D    | Juuso Hietanen     | 1985 | 180  | 85   | R    | Torpedo N. Novg.    |
| 41 | A    | Antti Pihlström    | 1984 | 180  | 82   | L    | Salavat Julaev      |
| 50 | A    | Juhamatti Aaltonen | 1985 | 184  | 85   | R    | Jokerit             |
| 55 | D    | Atte Ohtamaa       | 1987 | 188  | 92   | L    | Jokerit             |
| 63 | D    | Topi Jaakola       | 1983 | 188  | 90   | L    | Jokerit             |
| 70 | A    | Teemu Hartikainen  | 1990 | 186  | 100  | L    | Salavat Julaev      |
| 71 | A    | Leo Komarov        | 1987 | 180  | 90   | L    | Toronto Maple Leafs |
| 72 | A    | Joonas Donskoi     | 1992 | 183  | 84   | R    | Oulun Kärpät        |

LEGENDA:

P = Portiere, D = Difensore, A = Attaccante, L = sinistra, R = destra

### Norvegia
Allenatore:  Roy Johansen
Lista dei convocati aggiornata al 30 aprile 2015.
| N. | Pos. | Nome                       | Anno | Alt. | Peso | Tiro | Squadra          |
| -- | ---- | -------------------------- | ---- | ---- | ---- | ---- | ---------------- |
| 6  | D    | Jonas Holøs                | 1987 | 180  | 93   | R    | Lok. Jaroslavl’  |
| 8  | A    | Mathias Trettenes          | 1993 | 178  | 76   | L    | Stavanger Oilers |
| 10 | D    | Mattias Nørstebø           | 1995 | 179  | 82   | L    | Brynäs           |
| 11 | A    | Andreas Stene              | 1979 | 190  | 91   | L    | Vålerenga        |
| 14 | A    | Jonas Djupvik Løvlie       | 1990 | 188  | 87   | L    | Södertälje SK    |
| 17 | D    | Stefan Espeland            | 1989 | 184  | 84   | L    | Vålerenga        |
| 20 | A    | Anders Bastiansen - A      | 1980 | 190  | 93   | L    | Graz 99ers       |
| 21 | A    | Morten Ask                 | 1980 | 185  | 88   | L    | Vålerenga        |
| 22 | A    | Martin Røymark             | 1986 | 184  | 86   | L    | Färjestad        |
| 23 | D    | Mats Trygg                 | 1976 | 179  | 85   | R    | Lørenskog        |
| 24 | A    | Andreas Martinsen          | 1990 | 190  | 100  | L    | Düsseldorfer EG  |
| 26 | A    | Kristian Forsberg          | 1986 | 185  | 92   | R    | Stavanger Oilers |
| 28 | A    | Niklas Roest               | 1986 | 174  | 80   | L    | Sparta Warriors  |
| 29 | A    | Robin Dahlstrøm            | 1988 | 183  | 100  | L    | Örebro           |
| 30 | P    | Lars Haugen                | 1987 | 183  | 83   | L    | Dinamo Minsk     |
| 34 | P    | Lars Volden                | 1992 | 190  | 87   | L    | Rögle            |
| 40 | A    | Ken André Olimb            | 1989 | 179  | 81   | L    | Düsseldorfer EG  |
| 41 | A    | Patrick Thoresen - A       | 1983 | 183  | 90   | L    | SKA Pietroburgo  |
| 42 | D    | Henrik Ødegaard            | 1988 | 179  | 85   | L    | Lørenskog        |
| 46 | A    | Mathis Olimb               | 1986 | 179  | 83   | L    | Frölunda         |
| 47 | D    | Alexander Bonsaksen        | 1987 | 180  | 84   | L    | Tappara          |
| 51 | A    | Mats Rosseli Olsen         | 1991 | 180  | 83   | L    | Frölunda         |
| 55 | D    | Ole-Kristian Tollefsen - C | 1984 | 188  | 94   | L    | Färjestad        |
| 70 | P    | Steffen Søberg             | 1993 | 177  | 78   | L    | Vålerenga        |
| 90 | D    | Daniel Sørvik              | 1990 | 183  | 83   | R    | Vålerenga        |

LEGENDA:

P = Portiere, D = Difensore, A = Attaccante, L = sinistra, R = destra

### Russia
Allenatore:  Oļegs Znaroks
Lista dei convocati aggiornata al 16 maggio 2015.
| N. | Pos. | Nome                 | Anno | Alt. | Peso | Tiro | Squadra               |
| -- | ---- | -------------------- | ---- | ---- | ---- | ---- | --------------------- |
| 4  | D    | Dmitrij Kulikov      | 1990 | 185  | 84   | L    | Florida Panthers      |
| 8  | A    | Aleksandr Ovečkin    | 1985 | 189  | 99   | R    | Washington Capitals   |
| 9  | A    | Artemij Panarin      | 1991 | 180  | 87   | R    | SKA Pietroburgo       |
| 10 | A    | Sergej Mozjakin      | 1981 | 180  | 84   | R    | Magnitogorsk          |
| 11 | A    | Evgenij Malkin - A   | 1986 | 191  | 91   | L    | Pittsburgh Penguins   |
| 14 | A    | Viktor Tichonov      | 1994 | 183  | 90   | R    | SKA Pietroburgo       |
| 16 | A    | Sergej Plotnikov     | 1990 | 188  | 90   | L    | Lok. Jaroslavl’       |
| 25 | A    | Danis Zaripov        | 1981 | 184  | 88   | L    | Magnitogorsk          |
| 30 | P    | Konstantin Barulin   | 1984 | 186  | 92   | L    | Avangard Omsk         |
| 31 | P    | Anton Chudobin       | 1986 | 180  | 88   | L    | Carolina Hurricanes   |
| 41 | A    | Nikolaj Kulëmin      | 1986 | 185  | 96   | R    | New York Islanders    |
| 42 | A    | Artëm Anisimov       | 1988 | 192  | 82   | L    | Columbus Blue Jackets |
| 44 | P    | Egor Jakovlev        | 1991 | 181  | 80   | L    | Lok. Jaroslavl’       |
| 48 | D    | Evgenij Birjukov     | 1986 | 186  | 93   | L    | Magnitogorsk          |
| 52 | A    | Sergej Širokov       | 1986 | 178  | 89   | R    | Avangard Omsk         |
| 63 | A    | Evgenij Dadonov      | 1989 | 179  | 76   | L    | SKA Pietroburgo       |
| 71 | A    | Il'ja Koval'čuk - C  | 1983 | 189  | 103  | R    | SKA Pietroburgo       |
| 72 | P    | Sergej Bobrovskij    | 1988 | 188  | 86   | L    | Columbus Blue Jackets |
| 73 | D    | Maksim Čudinov       | 1990 | 180  | 92   | R    | SKA Pietroburgo       |
| 77 | D    | Anton Belov          | 1986 | 193  | 98   | L    | SKA Pietroburgo       |
| 82 | D    | Evgenij Medvedev - A | 1982 | 190  | 87   | L    | Ak Bars Kazan’        |
| 87 | A    | Vadim Šipačëv        | 1987 | 185  | 83   | L    | SKA Pietroburgo       |
| 91 | A    | Vladimir Tarasenko   | 1991 | 182  | 95   | L    | St. Louis Blues       |
| 93 | D    | Viktor Antipin       | 1992 | 181  | 79   | L    | Magnitogorsk          |
| 94 | D    | Andrej Mironov       | 1994 | 188  | 88   | L    | Dinamo Mosca          |

LEGENDA:

P = Portiere, D = Difensore, A = Attaccante, L = sinistra, R = destra

### Slovacchia
Allenatore:  Vladimír Vůjtek
Lista dei convocati aggiornata al 3 maggio 2015.
| N. | Pos. | Nome               | Anno | Alt. | Peso | Tiro | Squadra               |
| -- | ---- | ------------------ | ---- | ---- | ---- | ---- | --------------------- |
| 3  | D    | Adam Jánošík       | 1992 | 180  | 80   | L    | Košice                |
| 7  | D    | Ivan Baranka       | 1985 | 188  | 92   | L    | Slovan Bratislava     |
| 8  | D    | Michal Sersen      | 1985 | 188  | 92   | L    | Slovan Bratislava     |
| 12 | A    | Marián Gáborík     | 1982 | 186  | 91   | L    | Los Angeles Kings     |
| 13 | A    | Tomáš Jurčo        | 1992 | 188  | 85   | L    | Detroit Red Wings     |
| 14 | D    | Andrej Meszároš    | 1985 | 188  | 99   | L    | Buffalo Sabres        |
| 19 | A    | Michel Miklík      | 1982 | 184  | 90   | R    | Amur Chabarovsk       |
| 22 | A    | Vladimír Dravecký  | 1985 | 182  | 90   | L    | Oceláři Trinec        |
| 25 | A    | Marek Viedenský    | 1990 | 192  | 88   | R    | HPK                   |
| 26 | D    | Juraj Mikuš        | 1988 | 194  | 100  | L    | Sparta Praga          |
| 28 | A    | Richard Pánik      | 1991 | 188  | 92   | L    | Toronto Maple Leafs   |
| 42 | P    | Branislav Konrád   | 1987 | 188  | 85   | L    | Dukla Trenčín         |
| 43 | A    | Tomáš Surový       | 1981 | 186  | 98   | L    | '05 Banská Bystrica   |
| 50 | P    | Ján Laco           | 1981 | 183  | 86   | R    | Barys Astana          |
| 51 | D    | Dominik Graňák - A | 1983 | 182  | 81   | L    | Friburgo-Gottéron     |
| 55 | A    | Mário Bližňák      | 1987 | 183  | 89   | L    | Plzeň 1929            |
| 56 | A    | Marko Daňo         | 1994 | 182  | 90   | L    | Columbus Blue Jackets |
| 61 | A    | Milan Bartovič - A | 1981 | 182  | 88   | L    | Slovan Bratislava     |
| 68 | D    | Milan Jurčina      | 1983 | 193  | 110  | R    | Dinamo Riga           |
| 71 | D    | Marek Ďaloga       | 1989 | 193  | 83   | L    | Sparta Praga          |
| 79 | A    | Libor Hudáček      | 1990 | 175  | 75   | R    | Slovan Bratislava     |
| 82 | A    | Tomáš Kopecký - C  | 1982 | 190  | 95   | L    | Florida Panthers      |
| 88 | P    | Július Hudáček     | 1988 | 184  | 84   | R    | Örebro                |
| 90 | A    | Tomáš Tatar        | 1990 | 178  | 80   | L    | Detroit Red Wings     |
| 97 | A    | Patrik Lušňák      | 1988 | 180  | 85   | L    | Junost Minsk          |

LEGENDA:

P = Portiere, D = Difensore, A = Attaccante, L = sinistra, R = destra

### Slovenia
Allenatore:  Matjaž Kopitar
Lista dei convocati aggiornata al 30 aprile 2015.
| N. | Pos. | Nome                | Anno | Alt. | Peso | Tiro | Squadra             |
| -- | ---- | ------------------- | ---- | ---- | ---- | ---- | ------------------- |
| 4  | D    | Andrej Tavželj      | 1984 | 188  | 95   | L    | Toros Neftekamsk    |
| 7  | D    | Klemen Pretnar      | 1986 | 180  | 82   | R    | Villacher SV        |
| 8  | A    | Žiga Jeglič         | 1988 | 185  | 80   | R    | Slovan Bratislava   |
| 9  | A    | Tomaž Razingar - C  | 1979 | 184  | 89   | L    | Dukla Trenčín       |
| 11 | A    | Anže Kopitar - A    | 1987 | 193  | 93   | L    | Los Angeles Kings   |
| 14 | D    | Miha Štebih         | 1992 | 190  | 92   | L    | Dukla Jihlava       |
| 15 | D    | Blaž Gregorc        | 1990 | 190  | 95   | L    | Pardubice           |
| 16 | A    | Aleš Mušič          | 1982 | 176  | 82   | L    | Olimpija Lubiana    |
| 17 | D    | Žiga Pavlin         | 1985 | 193  | 97   | R    | AIK                 |
| 18 | A    | Ken Ograjenšek      | 1991 | 177  | 75   | R    | Dauphins d'Épinal   |
| 19 | A    | Žiga Pance          | 1989 | 185  | 89   | L    | Bolzano             |
| 22 | A    | Marcel Rodman - A   | 1981 | 186  | 85   | R    | KAC                 |
| 23 | D    | Luka Vidmar         | 1986 | 185  | 90   | R    | BK Mladá Boleslav   |
| 24 | A    | Rok Tičar           | 1989 | 180  | 82   | L    | Slovan Bratislava   |
| 26 | A    | Jan Urbas           | 1989 | 192  | 98   | L    | Västerås            |
| 28 | D    | Aleš Kranjc         | 1981 | 182  | 91   | L    | Södertälje SK       |
| 32 | P    | Gašper Krošelj      | 1987 | 188  | 86   | R    | IK Oskarshamn       |
| 33 | P    | Robert Kristan      | 1983 | 182  | 85   | L    | Pardubice           |
| 39 | A    | Jan Muršak          | 1988 | 180  | 87   | R    | CSKA Mosca          |
| 40 | P    | Luka Gračnar        | 1993 | 178  | 83   | L    | Red Bull Salisburgo |
| 51 | D    | Mitja Robar         | 1983 | 177  | 86   | L    | BK Mladá Boleslav   |
| 55 | A    | Robert Sabolič      | 1988 | 183  | 90   | L    | Sparta Praga        |
| 73 | A    | Boštjan Goličič     | 1989 | 183  | 88   | L    | Rapaces de Gap      |
| 86 | D    | Sabahudin Kovačevič | 1986 | 190  | 95   | R    | Graz 99ers          |
| 91 | A    | Miha Verlič         | 1991 | 194  | 85   | L    | Graz 99ers          |

LEGENDA:

P = Portiere, D = Difensore, A = Attaccante, L = sinistra, R = destra

### Stati Uniti
Allenatore:  Todd Richards
Lista dei convocati aggiornata al 10 maggio 2015.
| N. | Pos. | Nome               | Anno | Alt. | Peso | Tiro | Squadra               |
| -- | ---- | ------------------ | ---- | ---- | ---- | ---- | --------------------- |
| 1  | P    | Jack Campbell      | 1992 | 191  | 83   | L    | Texas Stars           |
| 3  | D    | Seth Jones         | 1994 | 193  | 93   | R    | Nashville Predators   |
| 5  | D    | Connor Murphy      | 1993 | 193  | 96   | R    | Arizona Coyotes       |
| 6  | D    | Mike Reilly        | 1994 | 185  | 83   | L    | Minnesota Gophers     |
| 9  | A    | Jack Eichel        | 1996 | 185  | 87   | R    | Boston U. Terriers    |
| 12 | A    | Ben Smith          | 1988 | 180  | 93   | R    | San Jose Sharks       |
| 13 | A    | Nick Bonino        | 1988 | 185  | 89   | L    | Vancouver Canucks     |
| 14 | A    | Steve Moses        | 1989 | 175  | 77   | R    | Jokerit               |
| 17 | D    | John Moore         | 1990 | 191  | 92   | L    | Arizona Coyotes       |
| 19 | A    | Jimmy Vesey        | 1993 | 191  | 92   | L    | Harvard Crimson       |
| 21 | A    | Dylan Larkin       | 1996 | 183  | 78   | L    | Michigan Wolverines   |
| 22 | A    | Trevor Lewis - A   | 1987 | 185  | 90   | R    | Los Angeles Kings     |
| 23 | A    | Matt Hendricks - C | 1981 | 183  | 96   | L    | Edmonton Oilers       |
| 24 | D    | Zach Redmond       | 1988 | 188  | 93   | R    | Colorado Avalanche    |
| 26 | A    | Jeremy Morin       | 1991 | 185  | 87   | R    | Columbus Blue Jackets |
| 27 | D    | Justin Faulk - A   | 1992 | 183  | 98   | R    | Carolina Hurricanes   |
| 29 | A    | Brock Nelson       | 1991 | 191  | 89   | L    | New York Islanders    |
| 33 | A    | Charlie Coyle      | 1992 | 191  | 100  | R    | Minnesota Wild        |
| 34 | P    | Alex Lyon          | 1992 | 185  | 91   | L    | Yale Bulldogs         |
| 36 | A    | Mark Arcobello     | 1988 | 173  | 78   | R    | Arizona Coyotes       |
| 37 | P    | Connor Hellebuyck  | 1993 | 193  | 91   | L    | St. John's IceCaps    |
| 42 | A    | Dan Sexton         | 1987 | 178  | 77   | R    | Neftechimik           |
| 47 | D    | Torey Krug         | 1991 | 175  | 82   | L    | Boston Bruins         |
| 51 | D    | Jake Gardiner      | 1990 | 188  | 83   | L    | Toronto Maple Leafs   |
| 90 | A    | Anders Lee         | 1990 | 188  | 102  | L    | New York Islanders    |

LEGENDA:

P = Portiere, D = Difensore, A = Attaccante, L = sinistra, R = destra